# إيمانويل فيليكوفسكي
إيمانويل فيليكوفسكي (/ˌvɛliˈkɒfski/ ؛ (الروسية: Иммануи́л Велико́вский، ‎ru‏) ؛ (10 يونيو 1895 - 17 نوفمبر 1979) كان باحثًا روسيًا مستقلًا كتب عددًا من الكتب أعاد فيها تفسير أحداث التاريخ القديم، ولا سيما أفضل الكتب مبيعًا في الولايات المتحدة عوالم في تصادم المنشور عام 1950. ساهم في وقت سابق في تأسيس الجامعة العبرية في القدس في فلسطين، وكان طبيبًا نفسانيًا ومحللًا نفسيًا. وكثيرا ما يذكر عمل فيليكوفسكي كمثال نموذجي للعلم الزائف وقد استخدم كمثال لمشكلة ترسيم الحدود demarction problem.
تستخدم كتبه الأساطير المقارنة والمصادر الأدبية القديمة (بما في ذلك العهد القديم) ليقول إن الأرض عانت من اتصالات لصيقة كارثية مع الكواكب الأخرى (بشكل أساسي كوكب الزهرة والمريخ) في التاريخ القديم. عند وضع فيليكوفسكي بين منظري الكوارثية بما في ذلك هانز بيلامي Hans Bellamy وإغناطيوس دونيلي Ignayius Donnelly ويوهان غوتليب رادلوف Johann Gottlieb Radlof،  لاحظ الفلكيان البريطانيان فيكتور كلوب وبيل نابير «... فيليكوفسكي ليس أول منظري الكوارثية الجدد... بل هو الأخير في سلسلة من منظري الكوارثية التقليديين الذين يعودون إلى العصور الوسطى وربما إلى زمن أبعد.»  جادل فيليكوفسكي بأن التأثيرات الكهرومغناطيسية تلعب دورًا مهمًا في الميكانيكا الكوكبية. كما اقترح أيضًا تسلسلًا زمنيًا منقحًا لمصر القديمة واليونان فلسطين وغيرها من ثقافات الشرق الأدنى القديم. يهدف التسلسل الزمني المنقح إلى شرح ما يسمى «العصر المظلم» لشرق البحر المتوسط (1100–750 قبل الميلاد) والتوفيق بين تاريخ الكتاب المقدس وبين علم الآثار السائد والتسلسل الزمني المصري.
تم عمومًا تجاهل نظريات فيليكوفسكي أو رفضها بشدة من قبل المجتمع الأكاديمي. ومع ذلك، غالبًا بيعت كتبه جيدًا واكتسبت دعمًا متحمسًا عند عامة الناس، وترافق ذلك غالبًا بادعاءات عن معاملة غير عادلة لفيليكوفسكي من قبل الوسط الجامعي التقليدي. وغالبًا ما يشار إلى الجدل الدائر حول عمله واستقباله باسم «قضية فيليكوفسكي».

## الطفولة والتعليم المبكر
ولد إيمانويل فيليكوفسكي عام 1895 لعائلة يهودية في فيتيبسك، روسيا (حاليًا في بيلاروسيا). نجل شمعون (سيمون يهيل) فيليكوفسكي (1859-1937) وبيلا غرودنسكي، تعلم عدة لغات في طفولته، وأرسل للدراسة في صالة ميدفيدينكوف في موسكو، حيث كان أداؤه جيدًا في اللغة الروسية والرياضيات. تخرج بميدالية ذهبية في عام 1913. سافر فيليكوفسكي بعد ذلك إلى أوروبا وزار فلسطين قبل دراسة الطب لفترة وجيزة في مونبلييه بفرنسا وأخذ دروسًا طبية في جامعة أدنبرة. عاد إلى روسيا قبل اندلاع الحرب العالمية الأولى، والتحق بجامعة موسكو، وحصل على شهادة الطب في عام 1921.

## الجامعة العبرية في القدس
بعد حصوله على شهادته الطبية، غادر فيليكوفسكي روسيا متوجهاً إلى برلين، ثم قام فيليكوفسكي بدعم مالي من والده بتحرير ونشر مجلدين من الأوراق العلمية المترجمة إلى العبرية. كان المجلدين بعنوان كتابات جامعة ومكتبة القدس Scripta Universitatis Atque Bibliothecae Hierosolymitanarum. وجند ألبرت أينشتاين لإعداد المجلد الذي يتناول الرياضيات والفيزياء. كان هذا المشروع حجر الزاوية في تكوين الجامعة العبرية في القدس، حيث تمكنت الجامعة الناشئة من التبرع بنسخ من Scripta إلى مكتبات المؤسسات الأكاديمية الأخرى في مقابل الحصول على نسخ مجانية من المنشورات من تلك المؤسسات. في عام 1923، تزوج فيليكوفسكي من إليشيفا كرامر، وهي عازفة كمان شابة.

## عمله كطبيب نفسي
عاش فيليكوفسكي فيما كان في ذلك الحين الانتداب البريطاني لفلسطين من عام 1924 إلى عام 1939، حيث مارس الطب في مجالات الممارسة العامة والطب النفسي والتحليل النفسي الذي درسه عند تلميذ سيغموند فرويد فيلهلم ستيكل في فيينا. خلال هذا الوقت، كان لديه حوالي عشرة أوراق بحثية منشورة في المجلات الطبية والنفسية. تم نشر له أيضًا في Freud's Imago ، بما في ذلك تحليل لأحلام فرويد المبكرة.

## الهجرة إلى الولايات المتحدة والعمل كمؤلف
في عام 1939، مع احتمال الحرب التي تلوح في الأفق، سافر فيليكوفسكي مع أسرته إلى مدينة نيويورك، بقصد التفرغ سنة لإجراء البحث الخاص بكتابه أوديب وأخناتون استوحى كتابه من كتاب فرويد موسى والتوحيد واستكشف إمكانية أن يكون فرعون أخناتون هو أوديب الأسطوري. جادل فرويد بأن أخناتون، الفرعون المصري الموحد المفترض، مصدر المبادئ الدينية التي علمها موسى لشعب إسرائيل في الصحراء. استند إدعاء فرويد (وادعاء الآخرين من قبله) جزئياً إلى تشابه المزمور 104 في الكتاب المقدس مع النشيد العظيم لآتون، وهو ترنيمة مصرية اكتشفت على جدار قبر مستشار إخناتون في مدينة إخناتون اخاتن. لدحض ادعاء فرويد وإثبات خروج موسى طلب فيليكوفسكي أدلة على الخروج في الوثائق المصرية. إحدى هذه الوثائق كانت بردية إيبوير Ipuwer، التي رأى أنها تسجل أحداثًا مشابهة للعديد من الأوبئة المذكورة في التوراة. ولأن علم المصريات التقليدية يؤرخ بردية Ipuwer في وقت أسبق بكثير من أي من تاريخ العبور التوراتي (حوالي 1500–1450 قبل الميلاد) أو تاريخ الخروج الذي يقبله العديد من أولئك الذين قبلوا التسلسل الزمني التقليدي لمصر (حوالي 1250 قبل الميلاد)، كان على فيليكوفسكي مراجعة التسلسل الزمني التقليدي.
بدأت الحرب العالمية الثانية في غضون أسابيع من وصوله إلى الولايات المتحدة. بدأ فيلكوفسكي بشيء قريب من مشروع من كتابه الأصلي وهو تطوير علم كوارثية فضائي جذري، ونظريات منقحة للتسلسل الزمني وبسببها تأثرت سمعته سلبًا. خلال الفترة المتبقية من الحرب العالمية الثانية، وقد أصبح مقيمًا بشكل دائم في مدينة نيويورك، واصل البحث عن أفكاره والكتابة عنها، والبحث عن وسيلة لنشرها في الأوساط الأكاديمية وفي عامة الناس. وقد نشر بشكل خاص كتيبين صغيرين Scripta Academica يلخصان نظرياته في عام 1945 (أطروحات لإعادة تشكيل التاريخ القديم للكون دون جاذبية). أرسل نسخًا من هذه الكتيبات الأخيرة بالبريد إلى المكتبات الأكاديمية والعلماء، بما في ذلك إلى عالم الفلك في جامعة هارفارد هارلو شبلي في عام 1947.
في عام 1950، بعد أن رفضت ثماني دور للنشر مخطوطة كتاب عوالم في تصادم Worlds in Collision ،  نشرها أخيرًا في دار ماكميلان، وهي دار نشر لها حضور كبير في سوق الكتب المدرسية الأكاديمية. حتى قبل ظهور الكتاب، أحاط بها جدل غاضب، وعندما نشرت مجلة هاربر مقالًا رئيسيًا إيجابيًا للغاية عنه، كما فعلت مجلة ريدرز دايجست، (المختار) مع ما يمكن أن يسمى اليوم أن وجهة نظر الخلق. هذا ما لفت انتباه عالم الفلك شابلي، الذي عارض نشر العمل، بعد أن أصبح على دراية بمطالب فيليكوفسكي من خلال الكتيب الذي أرسله له فيليكوفسكي. هدد شابلي بتنظيم مقاطعة الكتب المدرسية لماكميلان لنشرها عوالم في تصادم، وفي غضون شهرين تم نقل الكتاب إلى دار دوبليداي. وبحلول ذلك الوقت كان من أكثر الكتب مبيعًا في الولايات المتحدة. في عام 1952، نشرت دوبليداي الجزء الأول للتسلسل الزمني المنقح لفيليكوفسكي، عصور في فوضى Ages in Chaos، ويليه جزء الأرض في ثوران (مجلد جيولوجي) في عام 1955. في نوفمبر 1952، انتقل فيليكوفسكي من مانهاتن إلى برينستون، نيو جيرسي.
في فترة معظم الخمسينيات وأوائل الستينيات، كان فيليكوفسكي شخصًا غير مرغوب فيه في الحرم الجامعي والكليات. بعد هذه الفترة، بدأ يتلقى المزيد من طلبات التحدث. كان يحاضر، في كثير من الأحيان أمام حشود هائلة، في الجامعات في جميع أنحاء أمريكا الشمالية. في عام 1972، بثت هيئة الإذاعة الكندية حلقة تليفزيونية مدتها ساعة كاملة تعرض فيها فيليكوفسكي وعمله، وتلا ذلك فيلم وثائقي مدته ثلاثين دقيقة من قبل هيئة الإذاعة البريطانية في عام 1973.
خلال الفترة المتبقية من سبعينيات القرن العشرين، كرس فيليكوفسكي قدراً كبيراً من وقته وطاقته لدحض نقاده في الأوساط الأكاديمية، وواصل جولته في أمريكا الشمالية وأوروبا لإلقاء محاضرات حول أفكاره. بحلول ذلك الوقت، كان فيليكوفسكي المسن يعاني من مرض السكري والاكتئاب المتقطع، والذي قالت ابنته إنه ربما تفاقم بسبب استمرار المؤسسة الأكاديمية في رفض عمله. توفي في عام 1979.

## إدارة الملكية الأدبية بعد وفاته
لسنوات عديدة، كان يسيطر على ممتلكات فيليكوفسكي ابنتيه، شولاميت فيليكوفسكي كوغان (مواليد 1925)، وروث روحاما فيليكوفسكي شارون (مواليد 1926)،  قاومتا بشكل عام نشر أي مواد أخرى. [بحاجة لمصدر] (باستثناء السيرة الذاتية المجد والعذاب: حياة إيميانويل فيليكوقسكيABA - The Glory and the Torment: The Life of Dr. Immanuel Velikovsky ، التي صدرت في عام 1995 واستقبلت بمراجعات مشككة إلى حد ما؛  وترجمة عبرية أخرى لكتاب عصور في فوضى، ولكتاب عصر الظلام في اليونان.) ظهرت عدد من مناقشات ومراسلات فيليكوفسكي مع ألبرت أينشتاين باللغة العبرية، وقد ترجمتها وحررتها ابنته شولاميت فيليكوفسكي كوجان. في أواخر التسعينيات من القرن العشرين، أصبح جزء كبيرًا من مخطوطات وكتابات ومراسلات فيليكوفسكي غير المنشورة مسبقًا متاحة على موقع أرشيف فيليكوفسكي. في عام 2005، قدمت روث شارون ابنة فيليكوفسكي بتقديم أرشيفه الكامل إلى مكتبة جامعة برينستون.

## أفكاره
على الرغم من عشرات المنشورات لفيلكوفسكي في المجلات الطبية ومجلات التحليل النفسي في عشرينيات وثلاثينيات القرن العشرين،  فإن العمل الذي اشتهر به خلال أوائل الأربعينيات من القرن الماضي قد وضعه حين كان يعيش في مدينة نيويورك. قام بتلخيص أفكاره الأساسية في إفادة خطية في نوفمبر 1942،  وفي كتيبين sripta academica نشرهما بشكل خاص بعنوان أطروحات لإعادة بناء التاريخ القديم (1945) وكون دون جاذبية (1946). بدلاً من رفض أفكاره بالجملة بسبب العيوب المحتملة في أي مجال معين، اختار فيليكوفسكي نشرها كسلسلة من الكتب، والتي تستهدف الجمهور العادي، وتتعامل بشكل منفصل مع مقترحاته حول التاريخ القديم، ومع المناطق الأكثر صلة بالعلوم الفيزيائية. كان فيليكوفسكي صهيونيًا متحمسًا،  وقد كان هذا دافعًا موجهًا لتركيز عمله، على الرغم من أن مجاله كان أبعد مدى من هذا. يمكن القول أن مجمل أعماله تنبع من محاولة لحل المشكلة التالية: يبدو أنه بالنسبة إلى فيليكوفسكي لا توجد علاقة كافية للسجلات المكتوبة أو الأثرية بين تاريخ الكتاب المقدس وما كان معروفًا بتاريخ المنطقة، وبالأخص مصر.
بحث فيليكوفسكي عن ذكر شائع للأحداث في السجلات الأدبية، واعتقد أنه في بردية إيبوير قد وجد رواية مصرية تعاصر لأوبئة مصر. علاوة على ذلك، فسر كلا الوصفين على أنهما كارثة طبيعية كبيرة. حاول فيليكوفسكي تحري السبب المادي لهذه الأحداث، واستقرأ وراء وأمام هذه النقطة من التاريخ، وقارن السجلات المكتوبة والأسطورية من الثقافات في كل قارة مأهولة، واستخدامها لمحاولة تزامن السجلات التاريخية، لتعطي ما يرى أنه المزيد من الكوارث الطبيعية الدورية التي يمكن أن تكون عالمية في نطاقها.
وصل إلى مجموعة من الأفكار الجذرية متعددة التخصصات، يمكن تلخيصها على النحو التالي:
- لقد عانى كوكب الأرض من الكوارث الطبيعية على نطاق عالمي، سواء قبل التاريخ المُسجّل للبشرية أو أثناءه.
- هناك أدلة على هذه الكوارث في السجل الجيولوجي (هنا كان فيليكوفسكي ينادي بأفكار نظرية الكوارثية بدلاً من أفكار الوتيرة الواحدة Uniformitarian السائدة) وفي السجل الأثري. حدث انقراض العديد من الأنواع بشكل كارثي، وليس بالوسائل الداروينية التدريجية.
- سجلت الكوارث في ذاكرة البشرية ضمن الأساطير والخرافات والتاريخ المكتوب لجميع الثقافات والحضارات القديمة. أشار فيليكوفسكي إلى التوافقات يزعمها في ما ذكرته العديد من الثقافات، واقترح أنها تشير إلى الأحداث الحقيقية نفسها. على سبيل المثال، سجل ذكر الفيضان في الكتاب المقدس العبري، وفي أسطورة ديوكاليون Deucalion اليونانية، وفي أسطورة مانو في الهند . طرح فيليكوفسكي فكرة التحليل النفسي «لفقدان الذاكرة الثقافي» كآلية أصبحت بموجبها هذه السجلات الحرفية مجرد خرافات وأساطير.
- كانت أسباب هذه الكوارث الطبيعية مواجهات لصيقة بين الأرض والأجسام الأخرى داخل النظام الشمسي - ليس أقلها الآن الكواكب زحل، المشتري، الزهرة، والمريخ، قد تحركت على مدارات مختلفة في فترة ضمن داخل الذاكرة البشرية.
- لشرح واقع أن هذه التغييرات في تكوين النظام الشمسي تنتهك عدة قوانين فيزياء مفهومة جيدًا، اخترع فيليكوفسكي دورًا للقوى الكهرومغناطيسية في مواجهة الجاذبية والميكانيكا المدارية .

بعض الكوارث المحددة التي طرحها فيليكوفسكي تشمل:
- اقتراح مبدئي بأن الأرض كانت ذات يوم قمرًا تابعًا لجسم أولي لكوكب «زحل»، قبل مداره الشمسي الحالي.
- أن الطوفان (طوفان نوح) كان سببه دخول جسم أولي لزحل في حالة مستعر nova، وطرد معظم كتلته إلى الفضاء.
- اقتراح بأن كوكب عطارد كان مؤثرًا في كارثة برج بابل.
- كان كوكب المشتري المحرك الرئيسي في الكارثة التي شهدت تدمير سدوم وعمورة.
- اتصالات دورية لصيقة مع الزهرة وهي في حالة «المذنب» (والتي نشأت من كوكب المشتري) قد تسببت في أحداث العبور التوراتي (1500 قبل الميلاد) ولاحقًا لحادث وقوف الشمس ساكنة ليوشع (يشوع 10: 12-13) الحادث.
- تسببت الاتصالات الدورية اللصيقة مع المريخ في الفوضى في القرنين الثامن والسابع قبل الميلاد.

كما ذُكر أعلاه، تصور فيليكوفسكي الاجتياح الواسع لهذه المادة في أوائل الأربعينيات. ولكن خلال حياته بينما واصل البحث والتوسع حول تفاصيل أفكاره والتحدث عنها، أصدر فقط أجزاء مختارة من عمله للجمهور في شكل كتاب:
- ناقش كتاب عوالم في تصادم (1950) السجلات الأدبية والأسطورية لكوارث «الزهرة» و «المريخ»
- نُشرت أجزاء من مؤلفه التسلسل الزمني المنقح باسم عصور في فوضى (1952)، شعوب البحر (1977) ورمسيس الثاني وزمنه (1978) (كانت الدراسة ذات الصلة أوديب وأخناتون ، 1960، تطرح فرضية أن الفرعون إخناتون كان النموذج الأولي للشخصية الأسطورية اليونانية أوديب.)
- تعامل كتاب الأرض في ثوران Earth in Upheaval (1955) مع الأدلة الجيولوجية على الكوارث الطبيعية العالمية.

لم تُنشر أفكار فيليكوفسكي المبكرة حول أحداث زحل / عطارد / كوكب المشتري، ولم تكن المخطوطات الأرشيفية المتاحة أقل تطوراً.
من بين جميع تفاصيل عمله كان موضوع اعتقاده بأن الكهرومغناطيسية تلعب دورًا في الميكانيكا المدارية أقلها. على الرغم من أنه يبدو أنه تراجع عن المقترحات في كتابه كون دون جاذبية لعام 1946، إلا أنه لا يوجد تراجع واضح مماثل في كتابه المتطلعون إلى النجوم وحفارو القبور. وربما كان كتاب كون دون جاذبية، الذي وضعه فيليكوفسكي في مكتبات الجامعة وأرسله إلى العلماء، محفزًا محتملًا للاستجابة العدائية من علماء الفلك والفيزيائيين لمزاعمه اللاحقة حول علم الفلك. ومع ذلك، فقد ادعى المتحمسون الآخرون لفيليكوفسكي، مثل رالف يورجنز Ralph Juergens ، وإيرل ميلتون Earl Milton ، ووال ثورنهيل Wal Thornhill، ودونالد إي سكوت Donald E. Scott ، أن النجوم لا تأخذ طاقتها من الانصهار النووي الداخلي، ولكن عن طريق تيارات التفريغ الكهربائي على نطاق المجرة. لا تجد مثل هذه الأفكار دعماً في الأدبيات التقليدية، ويتم رفضها كعلم زائف من قبل المجتمع العلمي.

## التسلسل الزمني المنقح
جادل فيليكوفسكي بأن التسلسل الزمني التقليدي للشرق الأدنى والعالم الكلاسيكي، استنادًا إلى تأريخ المصري المصري وسلالات الملوك التي وضعها مانيتو Manetho، كانت خاطئة تمامًا. كان هذا هو سبب الغياب الواضح للعلاقة بين الكتاب المقدس والحضارات المجاورة، وكذلك سبب «العصور المظلمة» الغامضة في اليونان وغيرها. قام فيليكوفسكي بنقل العديد من التسلسلات الزمنية وسلالات الملوك من المملكة القديمة المصرية إلى العصر البطلمي متجاوزًا لقرون (وهو مخطط أطلق عليه «التسلسل الزمني المنقح»)، مما جعل «العبور» يعاصر سقوط مملكة مصر الوسطى. اقترح العديد من التزامنات الأخرى التي تمتد حتى وقت الإسكندر الأكبر. وقال إن هذه تقضي على «الأزمنة المظلمة» الوهمية، وتؤكد على ما ذكره الكتاب المقدس من التاريخ وتلك التي سجلها هيرودوت.تم طرح هذه الأفكار لأول مرة لفترة وجيزة في أطروحات لإعادة كتابة التاريخ القديم ، ولكن كتابه عصور في فوضى كان أول عمل كامل له حول هذا الموضوع. تلا ذلك كتب أوديب وأخناتون ، و شعوب البحر و رمسيس الثاني وزمنه ، وعملان آخران لم ينشرا قبل وفاته ولكنهما متاحان الآن على الإنترنت في أرشيف فيليكوفسكي: الفتح الآشوري The Assyrian Conquest والظلام المظلمة اليونان The Dark Ages of Greece .
على الرغم من رفض المؤرخين المعروفين لهذه الأفكار، فقد طورها مؤرخون آخرون مثل ديفيد روهل David Rohl وبيتر جيمس Peter James، الذين حاولوا أيضًا طرح نسختهم من التسلسل الزمني المنقح.

## استقبال أفكاره

### نزعة فيليكوفسكي
ألهم فيليكوفسكي العديد من المتابعين خلال الستينيات والسبعينيات.
خصص ألفريد دي جراتسيا Alfred de Grazia عدد 1963 من مجلته، عالم السلوكيات الأمريكية ، لفيليكوفسكي، ثم نشره في نسخة موسعة ككتاب بعنوان «قضية فيليكوفسكي - العلموية مقابل العلم» ، في عام 1966.
يقترح مقال في السائل المتشكك قدم مراجعة لكتاب لاحق من تأليف دي جراتسيا بعنوان هراطقة الكون (1984)، أن جهود دي جراتسيا قد تكون مسؤولة عن استمرار شهرة فيليكوفسكي خلال السبعينيات. تأسست "جمعية الدراسات متعددة التخصصات" (SIS) في عام 1974 استجابةً للاهتمام المتزايد بأعمال منظري الكوارثية الجدد، ولا سيما الدكتور إيمانويل فيليكوفسكي المثير للجدل إلى حد كبير ". معهد دراسة العلوم متعددة التخصصات (ISIS) هو فرع نشأ عام 1985 من جمعية SIS تم تأسيسه تحت إشراف ديفيد روهل David Rohl ، الذي رفض التسلسل الزمني المنقح لفيليكوفسكي لصالح "التسلسل الزمني الجديد" الخاص به.
Kronos: A Journal of Interdisciplinary Synthesis تأسست عام 1975 بشكل صريح «للتعامل مع عمل فيليكوفسكي». ظهرت عشرة أعداد من Pensée: Immanuel Velikovsky Reconsidered من 1972 إلى 1975.
وصل الجدل الدائر حول فيليكوفسكي إلى ذروته في منتصف سبعينيات القرن الماضي، وانخفض الاهتمام العام في الثمانينيات، وبحلول عام 1984، أصبح مؤيد فيليكوفسكى السابق ليروي إيلينبرجر ناقدًا صريحًا لنظرية الكوارث الخاصة بفيليكوفسكي. استمرت بعض منشورات ومؤلفي نزعة فيليكوفسكي مثل ديفيد تالبوت نشطة حتى عام 2000.

### النقد
تم رفض أفكار فيليكوفسكي من قبل الأوساط الأكاديمية السائدة (غالبًا ما يكون نقدًا صاخبًا) ويعتبر عمله عمومًا خاطئًا في جميع استنتاجاته التفصيلية. علاوة على ذلك، ينظر العلماء إلى منهجيته غير التقليدية (على سبيل المثال، استخدام الأساطير المقارنة لاشتقاق سيناريوهات في ميكانيكا الكواكب) وسيلة غير مقبولة للوصول إلى الاستنتاجات. عرض ستيفن جاي جولد  (العالم المشهور بتطوير ونقد الدارونية) ملخصًا عن الرد السائد على فيليكوفسكي، كتب فيه، «فيليكوفسكي ليس أخرقًا أو مشعوذًا - ولكن لإبداء رأيي واقتباس أحد زملائي، فهو على الأقل خاطئ لدرجة المجد .. كان فيليكوفسكي يعيد بناء علم ميكانيكا الكواكب ليحافظ على الدقة الحرفية للأساطير القديمة.» كتاب فيلكوفسكي الأفضل مبيعًا هو كتاب عوالم في تصادم ونتيجةً لذلك كان الأكثر تعرضًا للانتقادات . كان عالم الفلك هارلو شبلي Harlow Shapley، إلى جانب آخرين مثل سيسيليا باين-جابوشكين، Cecilia Payne-Gaposchkin ينتقدون بشدة قرار ماكميلان نشر الكتاب. كان النقد الجوهري ضد هذا الكتاب من مجتمع علم الفلك أن ميكانيكا الكواكب كانت مستحيلة فيزيائيًا، وتتطلب مدارات كوكبية لا تتفق مع قوانين الحفاظ على الطاقة والحفاظ على العزم الزاوي .
يتناول فيليكوفسكي في كتابه المتطلعون إلى النجوم وحفارو القبور كيف حاول حماية نفسه من انتقاد ميكانيكا الكواكب من خلال إزالة التذييل الأصلي حول هذا الموضوع من عوالم في تصادم، على أمل أن يتم تقييم ميزة أفكاره على أساس طرحه من الأساطير المقارنة. واستخدامه المصادر الأدبية وحدها. ومع ذلك، لم تحمه هذه الاستراتيجية: كان التذييل نسخة موسعة من دراسة كون دون جاذبية ، والتي سبق أن وزعها على شابلي وآخرين في أواخر الأربعينيات من القرن الماضي - وكانوا يعتبرون الفيزياء داخله عبثية.
بحلول عام 1974، كان الجدل الدائر حول عمل فيليكوفسكي قد تغلغل في المجتمع الأمريكي إلى الحد الذي شعرت فيه الرابطة الأمريكية للتقدم بالعلم بأنها مضطرة لمعالجة الوضع، كما فعلوا سابقًا فيما يتعلق بالصحون الطائرة، وكرست جلسة علمية لفيليكوفسكي تعرض (من بين آخرين) فيليكوفسكي نفسه والأستاذ كارل ساجان. قدم ساجان نقدًا لأفكار فيليكوفسكي (النسخة الكتابية من نقد ساجان أطول بكثير من تلك المقدمة في الحديث ؛ انظر أدناه). انتقاداته متوفرة في فيلم العلماءيواجهون فيليكوفسكي  وكإصدار مصحح ومراجع في الكتاب Broca's Brain: Reflections on the Romance of Science. كانت حجج ساجان موجهة إلى جمهور شعبي ولم يبق ليناقش فيليكوفسكي شخصيًا، وهي وقائع استخدمها أتباع فيليكوفسكي في محاولة لتشويه سمعة تحليله. دحض ساجان هذه الاتهامات وهاجم أفكار فيليكوفسكي في مسلسله التلفزيوني الكون على محطة الشبكة التلفزيونية الأميريكية PBS لكن دون نقد العلماء الذين حاولوا قمع أفكار فيليكوفسكي.
لم يصدر حتى الثمانينيات من القرن الماضي نقد مفصل للغاية لكتاب عوالم في تصادم من حيث استخدامه للمصادر الأسطورية والأدبية حتى نشر بوب فورست دراسة نقدية جدًا له (انظر أدناه). في وقت سابق من عام 1974، نشر جيمس فيتون نقدًا موجزًا لتفسير فيليكوفسكي للأسطورة (تجاهلها فيليكوفسكي وأنصاره) والذي بدأت إدانته: «يعد استخدام فيليكوفسكي للأساطير غير صحيح من ثلاث طرق مهمة على الأقل. أول هذه العوامل هو ميله إلى التعامل مع جميع الأساطير باعتبارها ذات قيمة مستقلة ؛ والثاني هو الميل إلى علاج هذه المواد فقط بما يتوافق مع أطروحته ؛ والثالث هو طريقته غير منهجية على الإطلاق». ويرد تحليل مختصر للموقف من الحجج في أواخر القرن العشرين من قبل رجلين منتسبين سابقًا للدكتور فيليكوفسكي، محرر ووكرونوس ، ج ليروي إلنبيرغر، في مؤلفه درس من Velikovsky.
في الآونة الأخيرة، أدى غياب المواد الداعمة في الدراسات الأساسية للثلج (مثل غرينلاند Dye-3 و Vostok) إلى إزالة أي أساس لاقتراح كارثة عالمية للبعد المقترح خلال فترة الهولوسين اللاحقة. ومع ذلك، فإن مايك بيلي الخبير في حلقات الأشجار يمنح الفضل لفيليكوفسكي بعد رفضه الجوانب المستحيلة لكتابه عوالم في تصادم: «ومع ذلك، لن أختلف مع جميع جوانب عمل فيليكوفسكي. من المؤكد أن فيليكوفسكي كان محقًا في تأكيده على أن النصوص القديمة تحمل أدلة على أحداث كارثية في الماضي القريب نسبيًا ، ضمن فترة الحضارة الإنسانية ، التي تنطوي على آثار المذنبات والنيازك والغبار الكوني ... لكن في الأساس ، لم يفهم فيليكوفسكي أي شيء عن المذنبات ... لم يكن يعلم بالخطر الذي تشكله الأجسام الصغيرة نسبيًا ... هذا الفشل في إدراك قوة المذنبات والكويكبات يعني أنه من المعقول العودة إلى فيليكوفسكي وحذف كل النص المستحيل فيزيائيًا حول مرور كوكب الزهرة والمريخ بالقرب من الأرض ... وبعبارة أخرى ، يمكننا أن نعود إلى أطروحته الرئيسية ، وهي أن الأرض شهدت أحداثًا درامية من الأجرام السماوية خاصة في الألفية الثانية قبل الميلاد.» 
تم رفض التسلسل الزمني المنقح الخاص بفيليكوفسكي من قِبل جميع المؤرخين السائدين وعلماء المصريات. لقد ادعي بدءًا من المراجعين الأوائل ، أن استخدام المواد من فيليكوفسكي للإثبات غالبًا ما يكون انتقائيًا للغاية. في عام 1965، قلل أديهام ساكس ، أحد كبار خبراء المسمارية في منتدى بجامعة براون، من قيمة استخدام فيليكوفسكي لمصادر بلاد ما بين النهرين المسمارية. لم يكن فيليكوفسكي قادرًا على دحض هجوم ساكس. في عام 1978، في أعقاب النشر الذي أجل كثيرًا لمجلدات أخرى في سلسلة فيليكوفسكي في عصور في فوضى  ، نظمت جمعية الدراسات متعددة التخصصات التي تتخذ من المملكة المتحدة مقراً لها مؤتمراً في غلاسكو خصيصًا لمناقشة التسلسل الزمني المنقح. كان الاستنتاج النهائي لهذا العمل ، من قِبل علماء من بينهم بيتر جيمس ، وجون بيمسون ، وجيفري جامون ، وديفيد روهل ، هو أن التسلسل الزمني المنقح لا يمكن الدفاع عنه. واصلت جمعية SIS نشر تحديثات هذه المناقشة المستمرة ، وخاصة عمل المؤرخ إيميت سويني Emmet Sweeney.
بينما يعزو جيمس إلى فيليكوفسكي «الإشارة إلى حل عن طريق تحدي التسلسل الزمني المصري»، فقد انتقد بشدة محتويات التسلسل الزمني لفيليكوفسكي باعتباره «متطرفًا بشكل كارثي»، وهو استعجال سينتج عنه «سلسلة من المشاكل الجديدة أشد بكثير من تلك التي تأمل في حلها» وادعى بأن«فيليكوفسكي لم يفهم سوى القليل من علم الآثار ولا يفهم شيئًا في علم الطبقات.» 
يتهم باور فيليكوفسكي بتأكيد عقائدي لتفسيرات التي هي في أحسن الأحوال ممكنة ، ويعطي العديد من الأمثلة من عصور في فوضى.

## «قضية فيليكوفسكي»
كان العداء الموجه ضد فيليكوفسكي واسعًا من بعض الأوساط (خاصة الحملة الأصلية التي قادها هارلو شبلي)، لدرجة قيام بعض المعلقين بتحليل للنزاع نفسه. من بين هذه الدراسات التي أجرتها مجلة علم السلوكيات الأمريكية American Behavioral Scientist ، والتي نُشرت في نهاية المطاف على شكل كتاب بعنوان «قضية فيليكوفسكي - العلموية مقابل العلم».  وضع هذا إطارًا للمناقشة بكيفية تفاعل التخصصات الأكاديمية مع الأفكار من العاملين من خارج مجالهم ، مدعيا وجود نفور أكاديمي من السماح للناس بعبور الحدود بين التخصصات . في الآونة الأخيرة ، تحدى جيمس جيلبرت ، أستاذ التاريخ في جامعة ماريلاند ، هذه النسخة التقليدية بشرح ركز على التنافس الفكري بين هوريس كالين حليف فيليكوفسكي وهارلو شابلي. في وقت سابق ، تحدى هنري باور الرأي القائل بأن قضية فيليكوفسكي توضح مقاومة العلماء للأفكار الجديدة من خلال الإشارة إلى «أن طبيعة وصحة ادعاءات فيليكوفسكي يجب أن تؤخذ في الاعتبار قبل أن يقرر المرء أن هذه القضية يمكن أن تلقي الضوء على استقبال الأفكار الجديدة في العلوم. ..»  ، وعلى نفس الأساس ، زعم كيث ديكسون Keith Dixon أن علاج الحالة من قبل علماء الاجتماع كان مثالًا على ميل غير صحي أوسع في علم الاجتماع لتفسير جميع الآراء على أنها دوافع أيديولوجية دون النظر في أساسها العقلاني المحتمل. حرمت الصحافة العلمية ، بشكل عام ، فيليكوفسكي من مساحة حوار للرد على منتقديه. ادعى فيليكوفسكي أن هذا جعله «عبقريًا مكبوتًا»، وشبه نفسه بالراهب المهرطق برونو الذي عاش في القرن السادس عشر ، والذي أحرق نتيجة معتقداته.
ربما يكون الجدل الذي خلقته منشورات فيليكوفسكي قد ساعد في إحياء حركة نظرية الكارثية في النصف الثاني من القرن العشرين ؛ ومع ذلك ، يعتبر أيضًا بعض العاملين في هذا المجال أن التقدم قد تأخر بالفعل بسبب الجوانب السلبية لما يسمى بقضية فيليكوفسكي.

## ببلوغرافيا
- عوالم في تصادم (1950) (طبعة جديدة: (ردمك 978-1-906833-11-4)) شركة ماكميلان
- عوالم في تصادم (1950) (طبعة جديدة: (ردمك 978-1-906833-11-4)) دوبليداي
- عصور في فوضى (1952) (طبعة جديدة: (ردمك 978-1-906833-13-8)) دوبليداي
- الأرض في ثوران (1955) (طبعة جديدة: (ردمك 978-1-906833-12-1)) دوبليداي
- أخناتون وأوديب (1960) (طبعة جديدة: (ردمك 978-1-906833-18-3)) دوبليداي
- شعوب البحر (1977) (طبعة جديدة: (ردمك 978-1-906833-15-2)) دوبليداي
- رمسيس الثاني وعصره (1978) (طبعة جديدة: (ردمك 978-1-906833-14-5)) دوبليداي
- الجنس البشري وفقدان الذاكرة (1982) (طبعة جديدة: (ردمك 978-1-906833-16-9)) دوبليداي
- المتطلعون إلى النجوم وحفارو القبور (1983) (طبعة جديدة: (ردمك 978-1-906833-17-6)) ويليام مورو وله نسخة عربية مترجمة
- عصر الظلام في اليونان